# 丹尼爾·布羅辛斯基
丹尼爾·布羅辛斯基（英語：Daniel Brosinski；1988年7月17日—）是一位德國足球運動員，在場上的位置是右後衛。